# 6 Hebe
Ebe (formalmente 6 Hebe, dal greco Ήβη) è uno dei più grandi asteroidi della Fascia principale ed è probabilmente il corpo progenitore delle meteoriti condriti H che rappresentano un notevole 40% di tutte le meteoriti che colpiscono la Terra.

## Osservazione
Ebe è il quinto asteroide per luminosità dopo Vesta, Cerere, Iris e Pallade. All'opposizione, raggiunge mediamente una magnitudine pari a 8,3, quasi uguale a quella di Titano. In condizioni particolarmente favorevoli può raggiungere una magnitudine poco superiore a 7,5. L'asteroide quindi non è mai visibile ad occhio nudo ed è osservabile con un telescopio di 50 mm di diametro o superiore.

## Scoperta e nome

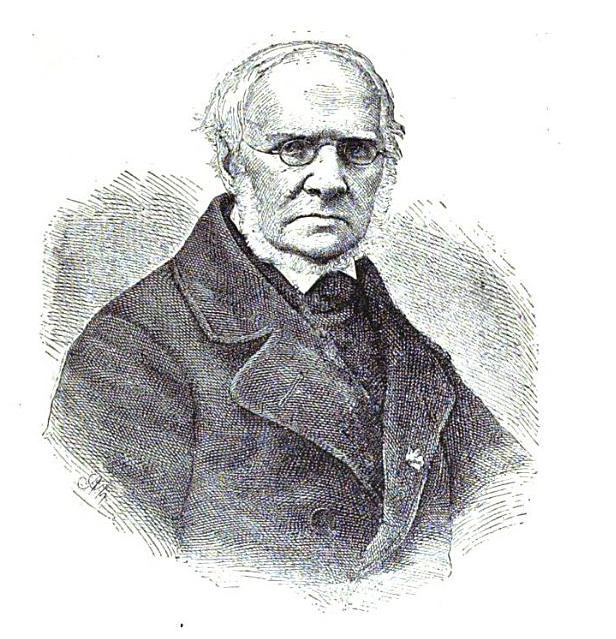
Karl Ludwig Hencke scoprì Ebe il 1º luglio 1847.

Il miglioramento degli strumenti osservativi condusse, tra il 1801 ed il 1807, alla scoperta dei primi quattro luminosi asteroidi: Cerere, Pallade, Giunone e Vesta, due dei quali scoperti da Heinrich Olbers, il quale avanzò l'ipotesi che tutti fossero i frammenti di un unico pianeta preesistente, distrutto da un impatto astronomico o da un cataclisma interno. Assumendo tale supposizione corretta, era plausibile attendersi l'esistenza di altri oggetti su orbite prossime a quelle dei corpi già trovati. Tuttavia, le ricerche condotte per i successivi nove anni dagli astronomi professionisti non avevano determinato la scoperta di nulla di nuovo e lo stesso Olbers interruppe le proprie attività nel 1816, convinto che non ci fossero altri oggetti che potessero essere trovati. Inoltre, i danni e gli inconvenienti derivanti dalle Guerre napoleoniche in Germania e in Europa avevano contribuito a ritardare nuove campagne osservative.
Nel 1821 Karl Ludwig Hencke, impiegato presso l'ufficio postale di Driesen, in Prussia, allestì un osservatorio astronomico privato presso la propria abitazione, acquistando un telescopio da Joseph von Fraunhofer. Dopo il suo ritiro dall'ufficio postale nel 1837 per motivi di salute, si dedicò pienamente all'attività astronomica, stabilendo contatti con Johann Franz Encke. Ricevette così delle copie delle Berliner Akademische Sternkarten, mappe del cielo realizzate presso l'osservatorio di Berlino contenenti tutte le stelle fino alla 9 magnitudine entro 15° dall'equatore. Per quindici anni, Hencke percorse i cieli, seguendo il moto degli asteroidi noti e integrando le mappe in suo possesso, con l'obiettivo di scoprire un nuovo pianeta. Le sue ricerche furono coronate da un primo successo la notte dell'8 dicembre 1845, quando scoprì Astrea come una oggetto dall'aspetto stellare della nona magnitudine in una zona del cielo a lui ben nota nella costellazione del Toro.
Si trattava della prima scoperta di un nuovo pianeta (così com'erano allora considerati gli asteroidi) in 38 anni e Hencke ne fu incoraggiato a proseguire le proprie osservazioni. Fu così che il 1º luglio 1847 individuò un nuovo oggetto che non risultava presente sulle carte astronomiche in suo possesso; lo osservò di nuovo il 3 luglio e notò che si era spostato, avendo la certezza di aver scoperto un nuovo pianeta. Il giorno seguente avvisò Johann Encke, che poté osservare Ebe il 5 luglio da Berlino e ne diede notizia a Heinrich Schumacher e Carl Rümker. Dopo aver ripetuto le osservazioni da Amburgo e Altona, quest'ultimi ne diedero notizia sul Monthly Notices of the Royal Astronomical Society.
Karl Hencke invitò Carl Friedrich Gauss ad assegnare un nome all'asteroide, che fu così battezzato in onore di Ebe, figura della mitologia greca, figlia di Zeus e di Era e personificazione della giovinezza fiorente. Come per gli altri asteroidi scoperti precedentemente, ad Ebe fu assegnato un simbolo astronomico, , a richiamare l'incarico della dea quale coppiera degli dei. Tuttavia, nel 1851 (quando il numero di asteroidi scoperti raggiunse le 15 unità) Johann Encke propose l'adozione di un differente sistema di identificazione, suggerendo di utilizzare un numero corrispondente all'ordine di scoperta racchiuso in un circoletto, che fu rapidamente adottato nelle riviste scientifiche. Al crescere del numero degli asteroidi scoperti, si ricorse poi al numero tra parentesi tonde seguito dal nome, secondo l'uso odierno della designazione asteroidale.

## Fonte principale di meteoriti

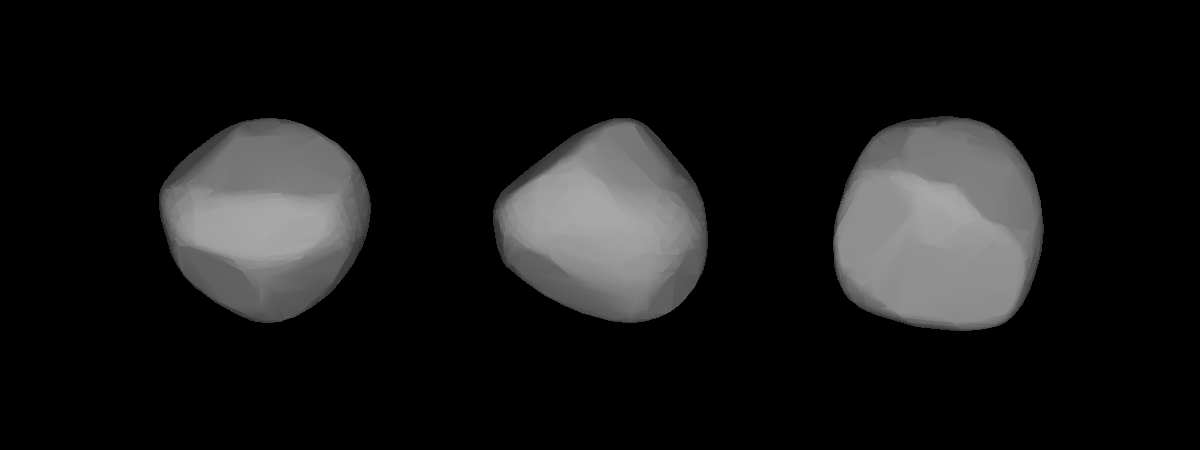
Modello tridimensionale di Ebe ottenuto invertendo la curva di luce.

Ebe è probabilmente il corpo progenitore delle meteoriti condriti H e delle meteoriti ferrose IIE. L'implicazione notevole è che il pianetino potrebbe essere la fonte di circa il 40% di tutte le meteoriti che colpiscono la Terra. La prova di questa connessione include quanto segue (secondo Michael J. Gaffey e Sarah L. Gilbert):
- Lo spettro di Ebe corrisponde a un mix composto per il 60% da condrite H e per il 40% dal materiale delle meteoriti ferrose IIE.
- Il tipo IIE è insolito fra le meteoriti ferrose, e probabilmente si è formato nella fusione da impatto, anziché essere frammenti del nucleo di un asteroide differenziato.
- Le IIE ferrose e le condriti H probabilmente provengono dallo stesso corpo progenitore, possedendo simili tracce minerali e rapporti di isotopi dell'ossigeno.
- Asteroidi con spettri simili alle meteoriti condriti ordinarie (che rappresentano l'85% di tutte quelle cadute, comprese le condriti H) sono estremamente rare.
- Ebe è situato in una posizione estremamente favorevole: i detriti che si distaccano dalla sua superficie vengono proiettati dalla gravità di Giove direttamente lungo orbite che incrociano quella terrestre. Gli ejecta che possiedono velocità relativamente piccole (~280 m/s) possono entrare nelle regioni caotiche della lacuna di Kirkwood 3:1 situata a 2,50 AU e nella vicina risonanza secolare {\displaystyle \nu _{6}} che determina l'elevato angolo di inclinazione (16° circa) della Fascia principale nei suoi pressi.
- Fra gli asteroidi in questa orbita "in posizione favorevole", Ebe è il più grande.
- Un'analisi dei probabili contributori al flusso di meteoriti della Terra piazza Ebe al primo posto della lista, grazie alla sua posizione e alle relative grandi dimensioni. Se Ebe non è il corpo progenitore delle condriti H, allora dove sono le meteoriti che provengono da Ebe?[18]

## Caratteristiche fisiche

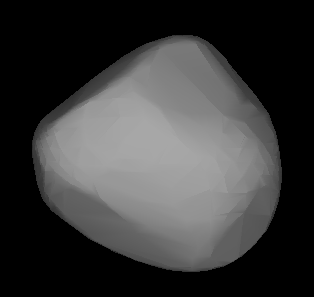
Modello di Ebe

Le analisi della curva di luce suggeriscono che Ebe abbia una forma piuttosto spigolosa, dovuta probabilmente a diversi larghi crateri da impatto. Ebe ruota in direzione prograda, con il polo nord che punta in direzione delle coordinate eclittiche (β, λ) = (45°, 339°) con un'incertezza di circa 10°. Ciò restituisce un'inclinazione assiale pari a 42°.
Ebe possiede una superficie brillante e, se la sua identificazione come corpo progenitore delle condriti H è corretta, una composizione superficiale di rocce condritiche silicate mischiate a porzioni di nichel e ferro allo stato metallico. Uno scenario probabile per la formazione del metallo superficiale è il seguente:
- Fusione locale della superficie ricca di condrite ferrosa H causata da grandi impatti. I metalli, essendo più pesanti, si sarebbero depositati sulla parte inferiore del lago di magma, formando uno strato metallico sepolto da uno strato di silicati relativamente poco profondo.
- Rottura e mescolamento di questi strati causati da impatti importanti successivi.
- Piccoli e frequenti impatti tendono a polverizzare in primo luogo i detriti rocciosi più deboli, portando a un incremento della concentrazione di frammenti metallici più grandi sulla superficie, raggiungendo infine la composizione riscontrabile attualmente, con circa il 40% di materiale ferroso.

## Jebe
Il 5 marzo del 1977 Ebe occultò Kaffaljidhma (γ Ceti), una stella non molto brillante, di magnitudine 3. Non sono state osservate altre occultazioni di Ebe.
Come risultato di quell'occultazione, fu riportata da Paul D. Maley l'esistenza di un suo piccolo satellite di 20 km di diametro, a una distanza di 900 km da Ebe. Il satellite fu soprannominato Jebe (in inglese Hebe Jebe o Heebie Jeebie è una melodia molto conosciuta). Tuttavia, la scoperta non è mai stata confermata.

### Libri
- (EN) John Russell Hind, Hebe, in The Solar System: Descriptive Treatise Upon the Sun, Moon, and Planets, Including an Account of All the Recent Discoveries, New York, G. P. Putnam, 1852,  pp. 121-122. URL consultato l'8 agosto 2015.

### Articoli scientifici
- (EN) Karl Ludwig Hencke, Announcement of his discovery of Astræa, in Monthly Notices of the Royal Astronomical Society,, vol. 7, n. 3, 1846,  pp. 27-35. URL consultato il 6 ottobre 2015.
- (EN) Observations of Hebe, in Monthly Notices of the Royal Astronomical Society, vol. 7, 1847,  p. 283, DOI:10.1093/mnras/7.16.283. URL consultato il 9 dicembre 2016.
- (EN) Observations of Hebe, in Monthly Notices of the Royal Astronomical Society, vol. 7, 1847,  p. 303, DOI:10.1093/mnras/7.17.303. URL consultato il 9 dicembre 2016.
- (EN) John Herschel, Notice of discovery Hebe of, July 1, 1847, in Monthly Notices of the Royal Astronomical Society, vol. 8, 1848,  pp. 102-107, DOI:10.1093/mnras/8.4.103. URL consultato il 9 dicembre 2016.
- Supplemental IRAS Minor Planet Survey, su psi.edu. URL consultato il 2 dicembre 2005 (archiviato dall'url originale il 23 giugno 2006).
- Planetary Data System Small Bodies Node, lightcurve parameters, su psi.edu. URL consultato il 2 dicembre 2005 (archiviato dall'url originale il 14 giugno 2006).
- (EN) Elias Loomis, The Discovery of Several Asteroids, in The recent progress of astronomy: especially in the United States, Harper, 1851,  pp. 60-71. URL consultato il 21 ottobre 2015.
- R. Johnston Other reports of Asteroid/TNO Companions
- J. Torppa et al,  Shapes and rotational properties of thirty asteroids from photometric data (PDF) (archiviato dall'url originale il 6 novembre 2015)., Icarus, Vol. 164, p. 346 (2003).
- G. Mickalak  Determination of asteroid masses. URL consultato il 3 febbraio 2018 (archiviato dall'url originale il 7 marzo 2006)., Astronomy & Astrophysics, Vol. 374, p. 703 (2001).
- M. J. Gaffey & S. L. Gilbert  Asteroid 6 Hebe: The probable parent body of the H-Type ordinary chondrites and the IIE iron meteorites., Meteoritics & Planetary Science, Vol. 33, p. 1281 (1998).
- A. Morbidelli et al,   Delivery of meteorites through the ν6 secular resonance (PDF)., Astronomy & Astrophysics, Vol. 282, p. 955 (1994).